# قشلاق جدید
قشلاق جدید یکی از روستاهای استان آذربایجان شرقی است که در دهستان قشلاق بخش مرکزی شهرستان اهر واقع شده‌است.این روستا ۵۲ نفر جمعیت دارد.